# Judith Mason
Judith Mason, nacida como Judith Seelander Menge (Pretoria, 10 de octubre de 1938-White River, 29 de diciembre de 2016) fue una artista sudafricana reconocida por crear pinturas al óleo, gráficos, técnicas mixtas y tapicerías, ricos en simbolismo y mitología, mostrando un virtuosismo técnico poco frecuente.

## Educación y carrera
Judith Mason se matriculó en la Escuela Superior de Pretoria para niñas en 1956. Recibió una licenciatura en Bellas Artes por la Universidad de Witwatersrand en 1960. Enseñó pintura en la Universidad de Witwatersrand, en la Universidad de Pretoria, la Escuela de Michaelis de Bellas Artes de Ciudad del Cabo, Scuola Lorenzo de Medici en Florencia, Italia de 1989 a 1991 y actuó como examinadora externa para los menores de postgrado y post-títulos de postgrado en Pretoria, Potchefstroom, Natal, Stellenbosch y universidades de Ciudad del Cabo.

## Exposiciones

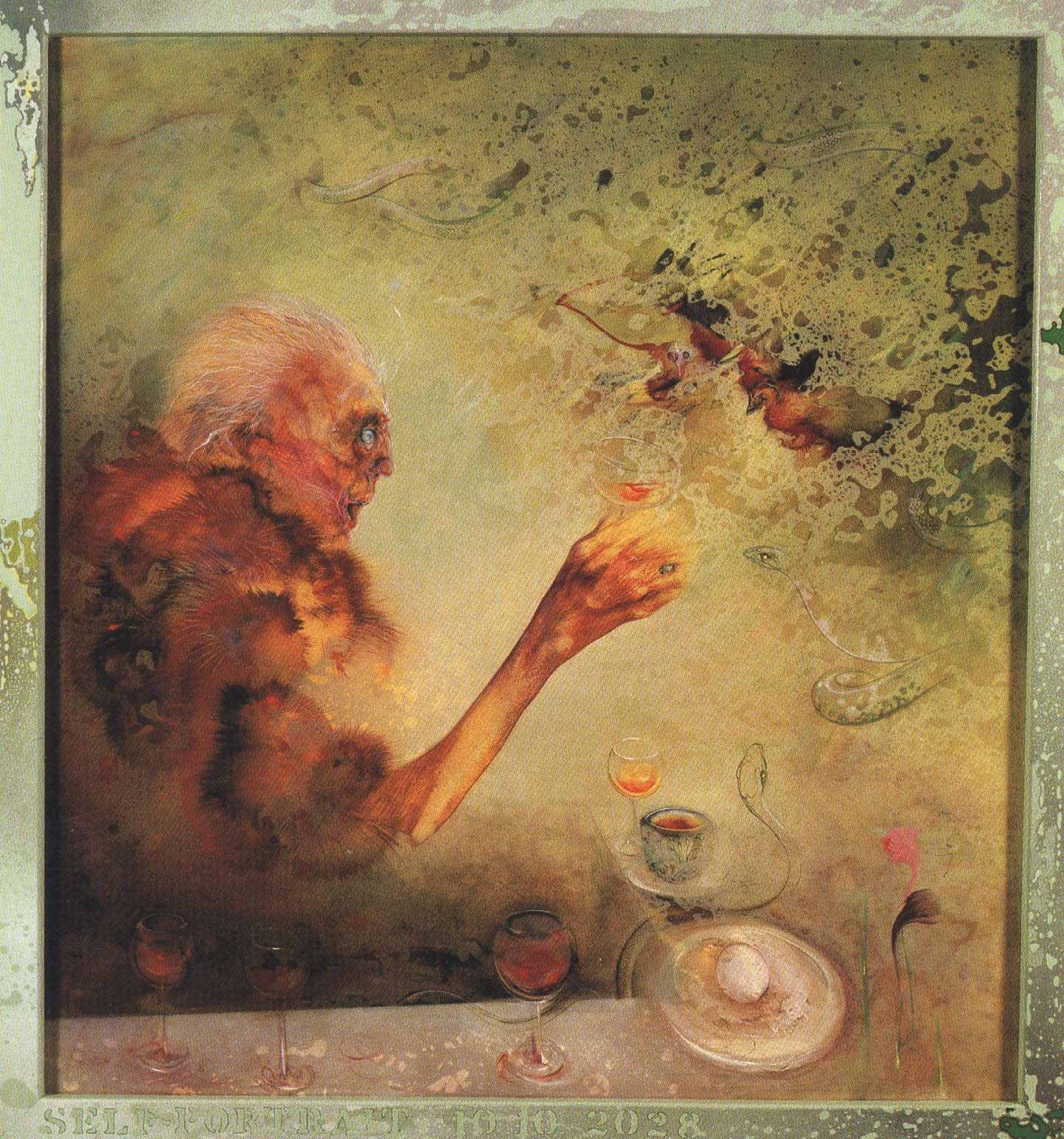
Autorretrato a los 90 años. 1985

Expuso con frecuencia en Sudáfrica, con trabajos en todas las grandes colecciones de arte sudafricanas, así como en colecciones privadas y públicas en Europa y los Estados Unidos. Realizó exposiciones en Grecia, Italia, Suiza, Países Bajos, Bélgica, Chile, Alemania Occidental y EE. UU.
Sus encargos públicos incluyeron grandes tapices en colaboración con Margarita Stephens y los diseños de vidrieras de ventanas para la Gran Sinagoga Park de Johannesburgo. Su primera exposición individual fue en la Galería 101, de Johannesburgo en 1964, después de ganar el segundo premio en el concurso UAT en 1963. Desde entonces expuso regularmente en Johannesburgo, Ciudad del Cabo, Pretoria, Stellenbosch y George Goodman Gallery, galería de Chelsea, la Asociación de Arte de Pretoria, la Asociación de Arte de Ciudad del Cabo, Hout Street Gallery, Galería Strydom, Dorp Street Gallery, Arte sobre Papel, Karen MacKerron Galería, así como litografías, óleos y dibujos en Ombondi Gallery de Nueva York en 1990. Representó a Sudáfrica en la Bienal de Venecia de 1966, Bienal de São Paulo 1973, Brasil, Bienal de Valparaíso 1979, Chile y Houston Festival de las Artes 1980, EE. UU.

## Filosofía
Fue una activista política por los derechos de los animales cargada con una conciencia social extrema, cuyo trabajo se alimentó de la gente, criaturas y eventos que le tocaron profundamente o perturbaron, alguna pieza de la historia, una línea o dos de alguna poesía. Sus imágenes van desde ser expresionista a través de representaciones humorísticas y crudamente simbólicas. La historia, la mitología, el ritual del cristianismo y las religiones orientales ofrecen un fondo fértil de inspiración para su trabajo. Mason considera que la teología formal ha destruido el carácter mitológico espiritualmente nutritivo de la religión primitiva.
«Pinto con el fin de dar sentido a mi vida, para manipular varios fragmentos caóticos de la información y el impulso en una especie de orden, a través del cual se vislumbra una atisbo de sentido. Yo soy una agnóstica humanista que tenía curiosidad religiosa y que se refiere a hacer obras de arte como algo similar a la alquimia. Para utilizar la materia inerte en una superficie inerte para transmitir la energía real y presencia me parece una forma mágica y privilegiados de vivir mis días». Judith Mason 2004.[cita requerida]

## Vida personal
Estaba casada con el profesor Revil Mason, exjefe del Departamento de Arqueología de la Universidad de Witwatersrand, teniendo dos hijas, Tamar (1966) y Petra (1970).

## Publicaciones
- A Dante Bestiary (Ombondi Editions, NY, 1990) Printed by Bruce Attwood, The Broederstroom Press.
- Selected Poems by Patrick Cullinan, 1992, Artists' Edition printed by Mark Attwood, The Artists' Press.
- Talking Pictures Essays printed and published by the Broederstroom Press, 1989.
- Mixed media portfolio in collaboration with poet Ted Townsend.

## Colecciones selectas en Sudáfrica
| - South African National Gallery, Cape Town - George IV Gallery, Port Elizabeth - Durban Art Museum - Ann Bryant Museum, East London, - Tatham Gallery, Pietermaritzburg - William Humphries Gallery, Kimberley - Pretoria Art Museum, Pretoria - Rembrandt Foundation, Pretoria, - Johannesburg Art Gallery - Mpumalanga Legislative Collection, Nelspruit - Olievenhuis Art Museum, Bloemfontein - Sasol | - Engen - Telkom SA - University of South Africa - Anglo American Collection - Anglovaal Collection - Sandton Municipal Collection, Jhb - Rand Afrikaans University - Constitutional Court, Jhb - JCI Collection - Gertrude Posel Gallery |